# Шарковщина
Шарко́вщина або Шарківщина (біл. Шаркаўшчына, Шаркоўшчына) — селище міського типу в Вітебській області Білорусі. Адміністративний центр Шарковщинського району.
Населення селища становить 7,3 тис. осіб (2006).
В селищі працюють підприємства харчової промисловості та промисловості будівельних матеріалів, готель.

## Історія
Вперше Шарковщин згадується в 1503 році як володіння Зенковичів, пізніше належала Сапегам, Добровським, Лопатинським. 1767 року поряд була заснована Нова Шарковщина, яка пізніше злилась зі старою. З 1793 року в складі Росії, містечко Дісненського повіту. З 1921 року перебувало в складі Польщі, з 1939 року — в БРСР. Статус смт Шарковщина отримала в 1940 році, коли стала центром району. В 1962—1966 роках перебувала в складі Міорського району.